# Lago Alaotra
Il lago Alaotra è il maggiore lago del Madagascar.
Si trova nell'altipiano nord-orientale, nella provincia di Toamasina, a soli 7 km da Ambatondrazaka, al centro di una area con un'alta concentrazione di risaie.
Nel 2003 è stata dichiarata zona umida di importanza internazionale secondo la Convenzione di Ramsar.
In passato il lago era circondato da una fitta foresta tropicale, oggi interamente rasa al suolo per lasciare spazio alle risaie. La deforestazione facilita l'erosione del suolo con conseguente immissione nelle acque del lago di tonnellate di terra rossa che ne stanno riducendo progressivamente l'estensione.
La vegetazione palustre che attualmente circonda il lago, rappresentata in prevalenza da papiri (Cyperus papyrus subsp. madagascariensis) e canne (Phragmites australis), rappresenta l'unico habitat dell'Hapalemur alaotrensis, un lemure in pericolo critico di estinzione, e di due specie di uccelli, Tachybaptus rufolavatus e Aythya innotata, anch'esse criticamente minacciate.